# 于尔马特
于尔马特（法語：Urmatt，法語發音：[yʁmat]）是法国下莱茵省的一个市镇，属于莫尔塞姆区。该市镇总面积13.83平方公里，2009年时的人口为1445人。

## 人口
于尔马特人口变化图示